# علیجان یوجسوی
علیجان یوجسوی (انگلیسی: Alican Yücesoy؛ زادهٔ ۲۲ اکتبر ۱۹۸۲) بازیگر اهل ترکیه است. وی از سال ۲۰۰۳ میلادی تاکنون مشغول فعالیت بوده‌است.
از فیلم‌ها یا برنامه‌های تلویزیونی که وی در آن نقش داشته‌است می‌توان به زیبای خفته اشاره کرد.